# Yasuharu Kurata
Yasuharu Kurata (jap. 倉田 安治 Kurata Yasuharu; ur. 1 lutego 1963) – japoński piłkarz, reprezentant kraju.

## Kariera klubowa
Od 1986 do 1992 roku występował w klubach: Honda i Yomiuri.

## Kariera reprezentacyjna
W reprezentacji Japonii zadebiutował w 1986. W reprezentacji Japonii występował w latach 1986–1987. W sumie w reprezentacji wystąpił w 6 spotkaniach.

## Statystyki
| Reprezentacja Japonii | Reprezentacja Japonii | Reprezentacja Japonii |
| Rok                   | Mecze                 | Gole                  |
| --------------------- | --------------------- | --------------------- |
| 1986                  | 1                     | 0                     |
| 1987                  | 5                     | 0                     |
| Razem                 | 6                     | 0                     |